# 권재희
권재희(1962년 9월 21일 ~ )는 대한민국의 배우다. 2019년 8월 7일 방송된 KBS1 다큐멘터리 '기억, 마주서다'에서 방송한 '나는 사형수의 딸입니다'에 출연하여 자신의 아버지가 재심에서 무죄가 확정된 내란 음모 사건의 권재혁이라는 사실을 밝혔다. 아들은 민족사관고등학교와 미국 듀크대학교 공공 정책을 전공하고 군복무로 특전사를 전역했다.
2020년 8월 28일 한홍구 교수와 재혼했다.

## 학력
- 수유초등학교 (졸업)
- 도봉여자중학교 (졸업)
- 정신여자고등학교 (졸업)
- 동국대학교 연극영화과 (졸업)
- 세종대학교 공연예술대학원 영화예술학과 (졸업)

## 이력
- 1980년 미스 롯데 4기
- 1980년 MBC 특채
- 1981년 KBS 공채 8기

## 출연작

### 영화
- 1988년 《연산일기》
- 1987년 《독불장군》
- 1988년 《철수와 만수》

### 드라마
- 1984년 KBS 특집드라마《불타는 바다》
- 1986년 MBC 대하드라마 《조선왕조 오백년 - 회천문》 ... 인목왕후 역
- 1986년 MBC 드라마 《북으로 간 여배우》 ... 문예봉 역
- 1987년 MBC 미니시리즈 《딸아》 ... 설희 역
- 1987년 MBC 6.25특집극 《천둥소리》
- 1988년 MBC 농촌드라마 《전원일기》 ... 북면 벙어리 정애 역
- 1989년 MBC 어린이드라마 《댕기동자》
- 1989년 MBC 8.15 특집드라마 《독도 수비대》- 박영희 역
- 1989년 MBC 드라마 《80년대 10대 사건 시리즈 범죄》
- 1990년 MBC 미니시리즈 《마당 깊은 집》 ... 안채 주인집 가정부 역
- 1991년 MBC 일요아침드라마 《한지붕 세가족》
- 1992년 MBC 주말연속극 《아들과 딸》 ... 이종숙 역
- 1993년 SBS 주말연속극 《산다는 것은》
- 1994년 SBS 월화드라마 《작별》 ... 이수연 역
- 1994년 SBS 일요아침드라마 《질주》
- 1994년 KBS1 전원드라마 《대추나무 사랑걸렸네》... 정세화 역
- 1994년 KBS1 아침드라마 《TV소설 은아의 뜰》
- 1997년 SBS 주말극장 《꿈의 궁전》
- 2000년 MBC 월화드라마 《아줌마》
- 2000년 KBS2 대하드라마 《천둥소리》
- 2007년 KBS1 TV소설 《아름다운 시절》 ... 마산댁 역
- 2015년 SBS 아침드라마 《어머님은 내 며느리》 ... 서미자 역
- 2016년 MBC 아침드라마 《좋은사람》 ... 송금순 역
- 2016년 tvN 월화드라마 《혼술남녀》 ... 진정석, 진공명 형제의 어머니 역
- 2017년 SBS 아침연속극 《달콤한 원수》 ... 강순희 역
- 2018년 MBC 월화드라마 《사생결단 로맨스》

### 연극
- 《영문밖의 길》
- 《불좀꺼주세요》
- 《용띠위에 개띠》
- 《이혼파티》
- 《정복되지 않는 여자》
- 《갈매기》
- 《수전노》
- 《여자의 일생》
- 《상처 꽃》

### MC
- MBC 《MBC 대학가요제》
- MBC 《화요일에 만나요》
- MBC 《아름다운 노래대상》
- EBS 《생각하는 삶》 (철학)
- EBS 《발명교실》
- 동아 《우리 엄마 최고》

### 수상
- 문화부 문화가족상 - 편전

## 가족 관계
- 아버지 : 권재혁 (1925년 ~ 1968년 11월 4일)[2]
- 어머니 : 이종식 (1930년 ~ 2024년)
- 오빠 : 권병덕 (1950년 ~ 생존)
- 언니 : 권병희 (1955년 ~ 생존)
- 첫째 배우자 : 이하원 (1956년 9월 24일 ~ 2016년 11월 25일) - 코미디언[3]
- 아들 : 이태우 (1993년 ~ 생존)
- 둘째 배우자 : 한홍구 (1959년 ~ 생존) - 역사학자 / 성공회대 교양학부 교수
- 딸 : 클라라 한 (1990년 ~ 생존)